# Феи из Коттингли

Первая и самая известная из цикла фотографий. Френсис Гриффитс в окружении фей

Та же фотография — неретушированный оригинал

Фе́и из Ко́ттингли (англ. The Cottingley Fairies) — серия фотографий, сделанная в 1917 и 1921 гг. двумя девочками-подростками, шестнадцатилетней Элси Райт (англ. Elsie Wright) и её двоюродной сестрой, десятилетней Френсис Гриффитс (англ. Frances Griffiths). Фотографии должны были служить доказательством реальности существования «маленького народа» — но оказались одной из самых талантливых мистификаций XX века. Сэр Артур Конан Дойл до самой смерти непоколебимо верил в подлинность фотографий из Коттингли.

## Место действия

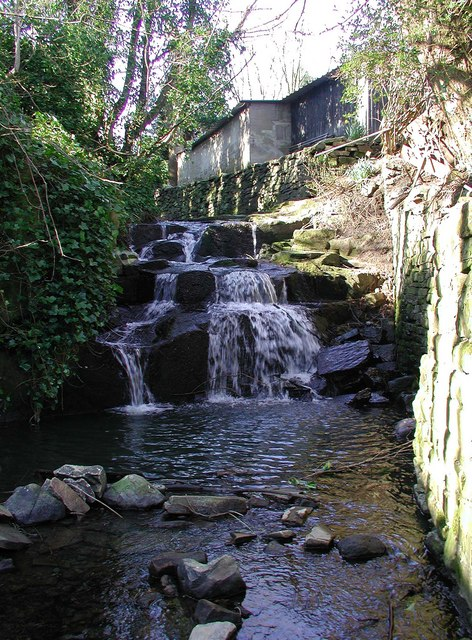
Ручей Коттингли, где Элси Райт и Френсис Гриффитс, по их словам, наблюдали фей

Деревня Коттингли расположена между городами Шипли и Бингли в графстве Йоркшир (Великобритания). Современная деревня Коттингли практически слилась с Брадфордом.
Коттингли начала XX века представляло собой небольшое поселение (751 житель в 1921 году), состоявшее из 3 улиц с 142 домами, 6 фермами, на которых разводили коров и овец, а также занимались производством молока и мяса; помимо этого, в деревне были мельница и кожевенный завод. Недалеко от деревни находились несколько старых угольных шахт.
Достопримечательностью деревни считается двухэтажный дом с небольшим садом, где жили Элси Райт и Френсис Гриффитс. Кроме них, в разное время в этом доме жили художник Джимми Хардейкер и ботаник Джимми Добсон. В настоящее время дом принадлежит ветеринарному врачу Доминику Бранту.
За деревней Коттингли расположен парк, бывший некогда заповедным лесом, в котором до недавнего времени водились олени. Здесь же протекает знаменитый ручей, возле которого и были сфотографированы «феи».
Ручей пересекает деревню с юга на север и впадает в текущую неподалёку реку Эйре. Представляет собой узкий, но достаточно бурный поток с небольшим водопадом, пробивший себе узкое русло в твёрдой скалистой породе.
В настоящее время находится в частном владении, огорожен. Вход только по разрешению владельца.

## Девочки

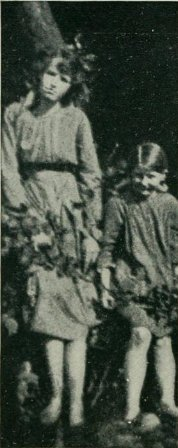
Элси Райт (слева) и Френсис Гриффитс, июнь 1917 года

### Элси Райт
Элси Райт родилась в 1900 году. Её родителями были Артур Райт, один из первых в Англии дипломированных инженеров-механиков, и его жена Полли. С 13 лет посещала художественную школу в Брадфорде, слыла очень одарённой ученицей. С увлечением рисовала акварелью, в том числе, по воспоминаниям отца, выполнила несколько набросков, изображающих гномов и фей.
Во время Первой мировой войны работала в фотографической лаборатории колледжа, где её обязанностью было выполнять коллажи, где павшие солдаты оказывались в окружении близких. Считается, что Элси мастерски управлялась с громоздким фотоаппаратом тех времён и фотопластинками.
Позднее перебралась в Америку, по её собственным словам, чтобы избежать навязчивого внимания, но слава девочки, сделавшей фотографии фей, настигла её и там.
В Америке она вышла замуж за инженера по фамилии Хилл,
вместе с мужем переехала в Индию, родила дочь. Во время Второй мировой войны состояла в Королевской Женской Добровольной Службе (WRVS) — работала в военных госпиталях в Калькутте. Вернулась в Англию в 1947 году вскоре после того, как Индия получила независимость от Британской короны. Умерла в апреле 1988 года в возрасте 87 лет.

### Френсис Гриффитс
Френсис Мэри Гриффитс родилась 4 сентября 1907 года. Её родителями были сержант-майор Артур Гриффитс и его жена Энн. До десяти лет Френсис с родителями жила в Южной Африке. Затем перебралась в Англию, жила вместе с семьёй в деревне Коттингли, в которой и были сделаны знаменитые фотографии. В середине 1920-х годов, уже будучи взрослой, переехала в Скарборо, в 1928 году вышла замуж за солдата по имени Сидней Уэй и вместе с мужем перебралась в Рамсгит, графство Кент, Великобритания. В этом браке родились сын и дочь. Френсис умерла в возрасте 78 лет 11 июля 1986 года.

## Техника съёмки и используемые аппараты
Для первых съёмок (1917 г.) использовалась четвертьпластиночная камера «Бучер Мидж» с падающим затвором и пластинки «Империал Репид». Первая фотография («Френсис и хоровод фей») выполнена около 3 часов пополудни, расстояние — 4 фута, выдержка — 1/50 секунды. Диафрагма f/11. Весна 1917 г.
Вторая фотография («Элси и гном») — солнечный день, редкая облачность. Около 4 часов пополудни, расстояние 8 футов, выдержка — 1/50 секунды, диафрагма f/11. Октябрь 1917 г.
Третья — Френсис и летающая фея. Четвертьпластиночная камера «Камео». Расстояние — 3 фута, выдержка — 1/50 секунды, диафрагма f/11. Август 1920 г. Четвёртая и пятая фотографии снимались той же камерой.

## Начало истории
Судя по воспоминаниям участников событий, история с фотографированием фей началась весной 1917 года в деревне Коттингли, близ Брадфорда, графство Йоркшир. Две двоюродные сестры полюбили играть у ручья, протекавшего за деревней. Однажды мать Элси заинтересовалась, что привлекает их там, и девочки ответили, что играют с феями. Для них обеих, слышавших сказки о «маленьком народе» чуть ли не с младенчества, появление фей не было чем-то необычным или шокирующим. Более того — Френсис, не так давно вернувшаяся с матерью из Южной Африки, якобы удивлялась, почему не встречала там фей, и сама для себя придумала объяснение, что «маленький народец» не выносит жары.
Об этих встречах и о своих впечатлениях, Френсис рассказала в ставшем знаменитом письме к Джоанне Парвин от 9 ноября 1918 года:
Дорогая моя Джо, надеюсь, у тебя там всё хорошо. Приходится писать тебе новое письмо, одно уже готовое я потеряла или куда-то засунула. Ты всё играешь с Элси и Норой Бриддлс? А я тут учусь в школе французскому, геометрии, кулинарии и алгебре. На той неделе папа вернулся из Франции, он там был десять месяцев, и мы все надеемся, что через несколько дней война кончится. Готовимся вынуть флаги и вывесить из нашей спальни наверху. Посылаю тебе две фотографии со мной, на первой — я в купальнике, это снимал дядя Артур у нас во дворе, на второй — я же с феями у ручья, эту снимала Элси. Роузбад всё не худеет, я сшила ей пару новых одежек. Как там Тедди и куколка? Мы с Элси очень подружились с феями, что живут у ручья.
На обратной стороне фотографии Френсис добавила ещё:
Странно немного, почему я никогда не встречала их в Африке. Наверное, им там слишком жарко.
(Это письмо для сторонников подлинности снимков явилось дополнительным доказательством, так как было написано до появления первых газетных публикаций и общего интереса к фотографиям. Оно отыскалось в 1922 году и было впервые напечатано в газете «Кейп Таун Аргус», 25 ноября 1922 г.)
Однако же, в то время взрослые отнеслись к их словам скептически, но девочки упорствовали, и, чтобы доказать свои слова, Элси выпросила у отца фотоаппарат — дорогую по тем временам камеру «Мидж» и стеклянные пластинки для съёмки фирмы «Империал Репид».
На первой фотографии, позднее ставшей самой известной из цикла, оказалась Френсис в окружении хоровода фей. Отец Элси, Артур, вместе с ней проявлявший пластинку, вначале увидел на ней размытые белёсые контуры и вначале принял их за птиц, потом — за куски оберточной бумаги, но по мере проявления фотографии, увидел на ней силуэты фей.
Заподозрив, что фигурки были вырезаны из бумаги и затем подвешены на ниточки, он тайком от дочери обыскал берег ручья, их спальню и даже мусорное ведро, но нигде не обнаружил обрезков или обрывков.
Второй раз девочки выпросили у взрослых фотоаппарат в октябре — на пластинке на этот раз оказалась Элси и маленький гном. Снимок был слабым и бледным, десятилетняя Френсис нажала на спуск слишком рано. Впрочем, на этот раз девочки сломали камеру, и отец, отдав её в ремонт, наотрез отказался ещё раз доверить им дорогую вещь.

## Эдвард Гарднер и Артур Конан Дойл. Первая экспертиза

«Элси и Крылатый Гном», вторая фотография

Вероятно, эта история не получила бы продолжения, хотя, опять же по воспоминаниям очевидцев, матери девочек — Полли Райт и Энн Гриффитс — охотно раздаривали фотографии друзьям и знакомым. Мать Элси входила в теософское общество Брадфорда, считая, что сама обладает «астральным видением» и памятью прошлых жизней. Лекция в тот день посвящалась «маленькому народу», и Полли обронила невзначай, что её дочь и племянница сумели сфотографировать фей. Лектор немедленно заинтересовался этим, и снимки той же осенью отправились на теософскую конференцию в Харрогейт, и наконец в начале следующего года попали в руки Эдварду Л. Гарднеру (Edward L. Gardner), руководителю общества. Тот же передал снимки в лондонский журнал Strand Magazine, и дальше история приобрела необратимый характер.

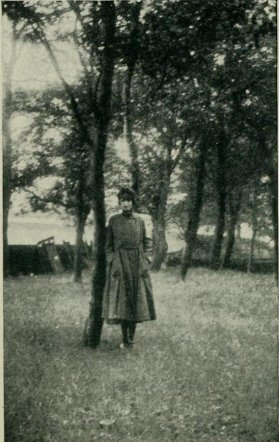
Элси Райт рядом с тем местом, где была сделана фотография с «Гномом», 1920 год

В июне 1920 года по просьбе журнала Strand Magazine Артур Конан Дойл, бывший в то время страстным поклонником спиритизма, собирал материал для большой статьи о феях, которую он готовил для рождественского издания. Нашумевшая история с фотографиями привлекла его внимание.
Получив от Гарднера первые копии фотографий тем же летом 1920 года, Конан Дойл отправил их на экспертизу Оливеру Лоджу — одному из ведущих физиков Великобритании. Ответ Лоджа был неутешителен, он категорически высказался, что фотографии были поддельными и фей на них изображала группа танцовщиц. Лодж заметил также, что причёски фей уж слишком совпадали с бытовавшей тогда парижской модой. Фотограф Фред Барлоу дал осторожный ответ, что первая фотография «в отсутствие иных свидетельств кажется несколько сомнительной». Однако, он исследовал готовые снимки, негативы в тот момент ещё оставались в руках у девочек. Не удовлетворённый таким ответом Гарднер в июле того же года выехал в деревню Коттингли. Когда детей допросили ещё раз, те принялись уверять, что встречаются с феями уже давно и готовы сделать ещё несколько снимков, чтобы подтвердить свою правоту. В августе 1921 года Гарднер передал им фотоаппарат «Камео» с 20 пластинками, на которых стояли незаметные постороннему глазу метки.

## Первая реакция общественности
Позднее, в том же году Дойл уехал в Австралию, а его статья вместе с двумя заново отретушированными фотографиями была напечатана. Имена девочек и место их проживания не назывались, но статья имела кричащий заголовок «Эпохальное событие — удалось получить фотографии фей!». Весь тираж был распродан в течение нескольких дней, затем газета ещё не раз возвращалась к этой теме.
«Неопровержимое доказательство». Ноябрь 1920, раздел 60, стр. 439—445.

«Убежденность Дойля и публикация снимков, на которых изображены девочки вместе с феями, произвели сенсацию и вызвали неоднозначную реакцию общественности». Декабрь 1920, раздел 60, стр 463—468.

«Дополнительные фотографии, призванные доказать реальность существования фей. Феи из Коттингли». Март 1921, раздел. 61, стр. 199—206.

«Свидетельства в пользу существования фей». Февраль 1923 г., раздел 65, стр. 105
Артур Райт, убеждённый в том, что снимки были искусной подделкой, отказался принять гонорар, объясняя это тем, что «если фотографии всё же подлинные, не стоит мараться, получая за них деньги».
В обществе публикация вызвала неоднозначную реакцию — от осторожного согласия до резкого отрицания. В частности, в газете Truth 5 января 1921 года появилась заметка, в которой указывалось, что
Для того, чтобы правдоподобно объяснить, как появились так называемые фотографии фей, нужно понимание не оккультных феноменов, но детей.
С другой стороны, «Аргус» Нового Южного Уэльса отмечал:
Однажды опровергнув методами статистики существование Санта Клауса, мы рискуем вместе с тем огульно отправить в небытие весь волшебный мир.
В начале, для того, чтобы оградить детей от навязчивого внимания прессы, имена и названия в первой публикации были изменены — так, Элси получила псевдоним «Айрис», Френсис — «Алисы», вся семья превратилась в «Карпентеров», а деревня получила новое имя и адрес «Далесби, округ Уэст Райдинг». Но тайну сохранить не удалось, и вскоре журналист «Вестминстер Газетт» вслед за Гарднером и Дойлом отправился в деревню Коттингли, но ничего не смог добиться от девочек, и в конечном итоге пришёл к выводу, что имеет дело «с чем-то непознанным».
Майор Холл-Эдвардс, специалист по радию, прямо назвал фотографии «грубыми подделками».

## Новые фотографии и дальнейшие экспертизы
В то же время девочки сумели получить ещё две фотографии. Об этом Полли Райт, мать Элси, писала:
Всё это утро погода стояла облачная и туманная, и мы не могли фотографировать почти до самого вечера, когда тучи наконец разошлись и появилось солнце. Мы с моей сестрой в это время пошли пить чай, а когда вернулись, были немножко разочарованы тем, что девочкам удалось заснять только двух фей.
Фотографии получились достаточно размытыми, но на них всё же можно было различить прозрачные силуэты. Ещё одну — знаменитую пятую — сделали, опустив камеру в высокую траву и дёрнув затвор привязанной к нему резинкой.
Негативы, завёрнутые для сохранности в хлопчатную ткань, отправились в Лондон. Получив негативы, Дойл и Гарднер первым делом проверили стоявшие на них метки. Но девочки оказались на высоте — пластинки не подменялись.
Сомневающийся Дойл отправил негативы иллюзионисту Гарри Гудини, среди прочего прославившемуся разоблачением всякого рода фальсификаторов и шарлатанов. Но Гудини в этом случае предпочел отмолчаться. Эксперты фирмы «Кодак» — управляющий компанией Уэст, руководитель фотографического отдела и двое ведущих фотографов — выдали очень осторожное заключение. Согласно ему, каждый снимок являл собой результат одной экспозиции, и, хотя прямых следов подделки выявлено не было, это не могло служить окончательным доказательством подлинности. Не исключалась ретушь, сделанная умелой рукой, так, по предположению руководителя отдела, вначале могла быть сделана фотография девочки на фоне ручья или деревьев, затем на готовую пластинку — дорисовываться фигура, и наконец, большая, полупластиночная фотография — при искусственном освещении уменьшиться до четверти пластинки. К окончательному заключению специалисты так и не пришли, но предположили, что «за отсутствием фей в природе, фотографии наверняка поддельные». Последнюю экспертизу по просьбе Дойла выполнили лучшие фотографы Англии. По его словам, следов подделки обнаружить не удалось — более того, кто-то из экспертов обратил внимание на перепончатые ручки фей — что прямо совпадало с тем, как описывают облик «маленького народа» ирландские и английские легенды. Убеждённый этим автор «Шерлока Холмса» уверял, что фигурки во время съёмки двигались, и ручался за подлинность снимков своей профессиональной репутацией.
Гарднер, со своей стороны, отдал негативы профессиональному фотографу Генри Стеллингу, чей ответ гласил, что
Снимки сделаны на открытом воздухе при одной и той же выдержке. Во всех волшебных фигурах видно движение и нет следов студийной работы с использованием бумажных моделей, затемнённого фона, раскрашенных фигурок и тому подобного. Считаю обе фотографии подлинными.
По сути дела, результаты первых экспертиз были вполне предсказуемы — фотографам начала века в голову прийти не могло, что столь талантливую мистификацию могли выполнить с помощью подручных средств две деревенские девочки — профессионалы «мерили по себе», скрупулёзно выискивая следы сложной студийной работы, а не найдя их, в зависимости от собственных убеждений, объявляли фотографии подлинными или отступали в недоумении.
Иных обоснований Гарднеру и не требовалось — с этого времени он стал активно пользоваться слайдами с изображением фей во время своих теософских лекций.
Новых фотографий Элси и Френсис получить уже не могли — по их словам, как только они устанавливали громоздкую камеру, феи попросту растворялись в воздухе.

## За и против

«Френсис и Прыгающая Фея», третья фотография

В 1922 году Дойл опубликовал книгу, посвящённую истории Элси и Френсис, которая так и называлась — «Явление фей» (The Coming of the Fairies). Дойл был категоричен:
Есть целый народец, который может быть столь же многочисленным, как и человеческий род, который ведёт свою собственную жизнь и отделён от нас неким различием в вибрациях.
Дойл пошёл ещё дальше, утверждая, что сумел различить на снимках испускаемое феями «магнитное сияние», с помощью которого те постоянно восстанавливают свою «жизненную силу».
Он даже попытался выдвинуть «теорию», которая могла бы объяснить появление фей, а также невозможность после 1921 года получить новые фотографии. Опираясь на слова Элси
Я не уверена, — писала она, — что всё это не было только музыкальными вибрациями, которым мой ум придал форму фей. Честно говоря, я не знаю, что можно сказать о феях, но это нечто движущееся, звучащее, имеющее цвет и вызывающее ощущение радости.
Дойл полагал, что девочки обладают большой медиумической силой, причем Френсис также может бессознательно выделять некую «эктоплазму» — мистический вид энергии, из которой феи и строили свои «тела», становясь таким образом видимыми.
Невозможность получить новые изображения после 1921 года объяснялась, с его точки зрения, тем, что половое созревание губит психическую энергию, эктоплазма, выделяемая Френсис, иссякла.
Со своей стороны, руководители «Общества по изучению психики» (ОИП), в котором Дойл состоял с 1891 года, решительно отмежевались от подобных выводов и публично заявили, что подлинность фотографий под вопросом и что общество желает, чтобы до полного выяснения истины заявления Дойла воспринимались как выражения только его частного мнения.
Гарднер, со своей стороны, занял выжидательную позицию, выдвинув предположение, что если феи и существуют, то являются на самом деле «ядрами, которые могут принимать различные формы. Когда они принимают человеческий облик, то способны представляться гротескными или изящными, плотными или эфирными» — то есть человеческий облик они принимали исключительно для встречи с девочками. Когда ему возражали, что феи никому больше и нигде не являлись, он отмел это мнение на том основании, что ясновидящие теософского общества в других местах и в иное время видели фей точно такого же типа, даже в похожей одежде. Удивительно, если бы они отличались! — заявил он в конечном итоге.
История продолжала развиваться. После того, как снимки появились в «Стренд мэгэзин», к ручью началось паломничество. Дошло до того, что ясновидящего Джеффри Ходжсона попросили «увидеть» фей, что он благополучно и сделал, «разглядев» одну из них на «астральном уровне». Бывшая с ним Элси также «увидела» их, однако же новых снимков получить не удалось.
Ходжсон выпустил посвящённую этим событиям книгу «Феи за работой и игрой», в которой категорически утверждал:
Я убежден в правдивости девушек, которые сделали фотографии. Я провёл несколько недель с ними и с их семьями и смог убедиться в подлинности их дара ясновидения и совершенной честности всех участвующих сторон. Также я сам видел фей, точно таких же, как и заснятые в узкой долине Коттингли.

«Элси и Фея, Предлагающая Букет Колокольчиков», четвёртая фотография, сделанная на меченой пластинке.

Впрочем, его слова убедили далеко не всех. Физик Оливер Лодж (Oliver Lodge), сам увлекавшийся парапсихологией, был настроен к снимкам весьма скептически. Со всей корректностью, стараясь никоим образом не травмировать юных девочек, он писал о том, что
(…)Не прибегая к обвинениям кого бы то ни было в мошенничестве, наиболее простой гипотезой представляется следующая. Впечатлительная девушка, которая любила играть и изображать разные вещи, могла со вполне невинными намерениями попытаться разбудить фантазию своих подруг, показывая им сделанные ею самой фигурки, которые были изготовлены с большим мастерством, а потом их же сфотографировать.

## «Плутовство и обман!»
Бывший иллюзионист Джеймс Рэнди прославился разоблачением множества шарлатанов и мошенников, выдававших себя за обладателей сверхъестественных возможностей. Он же в 1964 году предложил премию в 10 тыс. долларов тому, кто на его глазах докажет свои возможности — причём Рэнди не в силах будет его разоблачить.
В 1978 году внимание Рэнди привлекли фотографии фей из Коттингли. По его настоянию, фотографии были сильно увеличены, и далее, как он рассказывал сам в своей книге «Плутовство и обман!»
Член общества по научному изучению паранормальных явлений Роберт Шиффер и его коллега Уильям Сполдинг применили технику <увеличения> к фотографиям фей, и не может того быть! обнаружили среди прочих постановочных трюков ниточки, на которых держались феи.
Вдохновлённый своим открытием, разоблачитель немедленно связался с Элси, настоятельно советуя ей признаться в обмане. Элси предпочла ответить ему открытым письмом, опубликованным в журнале New Scientist, где не без иронии осведомлялась, к какой части неба крепились ниточки, и как при том можно было удержать «бумажных» фей в одном положении. Не менее раздосадованный Рэнди всё же настоял на своём, опубликовав свою теорию и приложенные к ней увеличенные фотографии во второй главе своей книги, озаглавленной «Феи в глубине сада».

## Саморазоблачение Элси и Френсис

«Феи, принимающие солнечные ванны». Та самая, пятая, фотография на меченой пластинке

50 лет спустя, в 1971 году, Элси и Френсис дали своё первое интервью каналу Би-би-си, изо всех сил стараясь не касаться скользкого вопроса о подлинности фотографий.

Элси: Раньше мне не хотелось расстраивать мистера Гарднера. Но теперь можно говорить открыто. Я могу поклясться на Библии, что отец понятия не имел о том, что происходит.

Журналист: И также поклянетесь на Библии, что фотографии подлинные?

Элси (помолчав): Я тогда сделала несколько фотографий… две, нет… три. Ещё две сняла Френсис.

Журналист: То есть это не были трюковые фото? Вы сможете поклясться в этом на Библии?

Элси (помолчав): Если вы не против, давайте не будем касаться этого вопроса… но мой отец не имел с этим ничего общего. Можете быть совершенно в этом уверены.

Журналист: Значит ли это, что в течение 50 лет вы морочили голову всему свету? И в течение этих 10 дней потешались над нами?

(Элси смеётся.)

Элси (мягко): Если вы не против, думаю, нам следует закончить этот разговор.

Немногим большего удалось добиться в сентябре 1976 года корреспонденту Йоркширской телевизионной компании Остину Митчеллу. Съёмка была проведена возле ручья, на том же месте, где когда-то были сделаны знаменитые фотографии.

Митчелл: Здравомыслящие люди обычно не встречают фей. Согласитесь, если кто-то уверяет, что это не так, он должен быть готов, что к его словам отнесутся скептически.

Френсис: Да.

Митчелл: Иными словами, если вы продолжаете настаивать, что видели их и сняли на фотопленку, следует заключить, что вы могли сговориться вдвоём о розыгрыше.

Френсис: Да, можно сказать и так.

Митчелл: То есть вы?…

Френсис: Нет.

Элси: Нет.

Френсис: Конечно, нет.

Митчелл: Быть может, вы каким-то образом сумели сфабриковать эти снимки?

Френсис: Конечно же, нет. Вы нам рассказываете, что Элси могла бы это сделать в принципе. Но подумайте — ей было тогда 16, а мне только 10. И что, десятилетний ребёнок мог бы никому ни словом не проговориться?.

Утверждая, что «фотографии были настоящими, и никаких трюков она с ними не делала», Элси, однако же, заметила, что «не станет клясться на Библии в том, что там действительно были феи».
В письме журналисту Брайану Коу она высказалась уже определённей — «касательно фотографий, мы с Френсис считаем, что они были фрагментами нашего воображения».
В 1978 году британский писатель Фред Геттингс сумел отыскать детскую книжку, опубликованную в 1915 году, — «Книга подарков принцессы Мэри». Книгу эту иллюстрировал художник Артур Шеппертон, и его картинки поразительно напоминали искомые фотографии фей.
В 1981 и 1982 годах в интервью для передачи «Непознанное» для английского канала BBC Элси призналась, что феи на фотографиях действительно были нарисованы, причем за основу взяты иллюстрации из книги, которую разыскал Геттингс. В то же время Элси и Френсис настаивали на том, что фей они всё-таки видели, но сфотографировать их были не в силах, потому и пришлось прибегнуть к фальшивке.
В 1983 году Джеффри Кроули, издатель журнала «Бритиш Джорнэл оф Фотогрэфи», опубликовал статью, в которой утверждал, что сумел всё же загнать Элси и Френсис в угол и заставить признаться в обмане. По его словам, Элси согласилась, что уже «находится в возрасте, когда нужно сказать правду». Раскрашенные и вырезанные из бумаги силуэты, по её словам, держались на шпильках для шляп. Фигурку гномика Элси вылепила из глины. «Ах, как мы с сестрой веселились, читая про перепончатые ручки фей! — вспоминала Элси. — На самом деле мы не сумели как следует их вы́резать». Элси наглядно показала, как длинные шпильки проходили приблизительно через середину фигурки и затем втыкались в землю или в подходящую толстую ветку. «Не будь тогда моды пришпиливать шляпы, — отметила она, — не было бы никаких фей из Коттингли».
Френсис выразилась ещё откровенней: «Я никогда не считала мошенничеством нашу с Элси проделку — мы просто валяли дурака. У меня до сих пор не укладывается в голове, как можно было нам верить всерьёз — это делали те, кому хотелось всерьёз верить».
Позднее Элси ещё раз изменила свой рассказ. На самом деле, как гласил он теперь, им просто хотелось играть у ручья, но родители часто корили их за опоздания и перепачканные платья. Потому, боясь, что скоро последует категорический запрет, девочки сочинили историю о феях, а чтобы подтвердить её перед скептически настроенными взрослыми, сделали первые две фотографии. Многочисленные защитники их подлинности упускали из виду, что Элси в это время занималась в фотостудии и уже сделала несколько шуточных фототрюков.
В дальнейшем, когда история приобрела неожиданный размах, маленьким вруньям уже некуда было отступать — к тому же, как признавалась Элси, им не хотелось подводить своего кумира — Артура Конан Дойла — и обман пришлось продолжать и поддерживать.
Мы не признались в своём обмане, потому что сначала побаивались родительского гнева, а потом не хотели подводить сэра Артура Конан Дойля, нашего любимого писателя. Но в нашем нынешнем возрасте пора уже говорить правду. Я знаю, многие дети и сейчас верят, что нам повезло — мы с Френсис побывали в сказке. Не было этого! К огромному сожалению.

## Дальнейшая судьба фотографий и фотоаппаратов

Иллюстрация Клода А. Шеппертона из книги «Книга подарков принцессы Мэри», которой, предположительно, вдохновлялась Элси, рисуя танцующих фей

Первые две фотографии были отправлены почтой Дж. Гарднеру, который однако, остался недоволен их качеством, изображения выглядели бледными и достаточно размытыми. По его просьбе ведущий фотограф того времени Гарольд Снеллинг, сделал несколько слайдовых отпечатков, которые Гарднер в дальнейшем использовал во время публичных лекций.
В 1972 году сын Эдварда Гарднера, Лесли, по просьбе Стюарта Сандерсона передал оригиналы фотопластинок и письма, полученные его отцом от девочек, в Лидский университет, где они хранятся до сих пор.
В том же году Элси продала с аукциона обе фотокамеры и все пять фотографий. Все это досталось С. Дж. Робинсону, который в свою очередь передал их Джеффри Кроули. Кроули намеревался выставить их на торги на аукционе Кристи в 1998 году, присовокупив к основной коллекции три акварельных наброска с изображением фей, которые также нарисовала Элси, её письмо к нему и первое издание книги Дойла — но, передумав, в конечном итоге передал их национальному музею Средств массовой информации в Брадфорде, где они находятся и поныне.
Коллекция Френсис, состоявшая из 37 стеклянных слайдов, упакованных в ящик, и подписанный автором экземпляр первого издания книги «Явление фей» ушли с аукциона Сотбис 16 июля 1998 года. За 21,620 фунтов стерлингов их приобрёл один из лондонских книжных магазинов, в свою очередь перепродавший и то и другое неназванным анонимным собирателям редкостей из Соединённых Штатов.
В 2001 году с аукциона Бонхамса и Брукса (Найтсбридж, Лондон) по цене 6 тысяч фунтов стерлингов был продан ещё один архив, состоявший из стеклянных пластинок и нескольких негативов. Считается, что это — копии, сделанные когда-то Гарднером, и его же трёхстраничный комментарий на тему подлинности фотографий фей. В архив среди прочего входили несколько неизвестных ранее изображений Элси и Френсис, сфотографированных вместе с Артуром и Полли Райт. Как считается, Гарднер передал эти фотографии теософскому обществу, затем они сменили нескольких владельцев, последний из которых (предположительно, Ходсон) выставил их на продажу. Покупатель предпочёл остаться неизвестным.
Ещё одна фотография из тех, что были сделаны с первой пластинки Артуром Райтом, находится в коллекции Дж. Моусона (Великобритания).
Фотография с гномом 1917 года, подписанная «Айрис и гном», до недавнего времени принадлежала Мэри Элизе Риддик, бывшей членом теософского общества и близкой подругой Эдварда Гарднера. От неё фото попало к А. Риду и, наконец, было продано 17 июля 2008 года на аукционе Сотерби за 2 тысячи фунтов стерлингов. Покупатель неизвестен.
Возможно, существуют и другие копии, находящиеся в руках друзей и знакомых Райтов и Гриффитсов.

## Новейшие экспертизы
Сотрудник НАСА Роберт Шиффер, специалист по обработке фотографий астероидов и планет, и ранее сотрудничавший с Рэнди в обществе по научному изучению паранормальных явлений, взялся за решающую проверку фотографий из Коттингли в 1990-х годах. Его вывод был однозначен — фигурки фей двумерны. Фигурка гнома, как то и подтверждала Элси, была раскрашенной статуэткой.
Таинственная пятая фотография получилась в результате двойной экспозиции — известной фотографической ошибки. Специально её никто не делал, отсюда и возникла уверенность Френсис, что это уж — подлинное изображение феи.

## Подражания

Дороти Инман и её феи

После того, как фотографии «фей из Коттингли» появились в «Стренд мэгэзин», журнал захлестнула волна писем от детей и взрослых, которые уверяли, что тоже видели фей и гномов и даже играли с ними с самого раннего возраста.
Некоторые из них не ограничились словами. Так, Дороти Инман почти сразу после первых публикаций сделала свой цикл фотографий, где она изображена с хороводом фей, странно похожих на фей со снимков Элси и Френсис. Эти фотографии имели огромный резонанс, несмотря на то, что специалисты единодушно сочли их подделкой. Дороти Инман до самой смерти заявляла о подлинности снимков и, несмотря на просьбы, не открыла, каким способом фотографии были сделаны.
В 1927 году Эле Арним из Германии представила свои снимки, на которых различим гном в остроконечном колпачке.
В последующие годы поток фотографий не иссякал. Глория Рамсей из городка Ла-Холья в Калифорнии сумела снять у себя на родине и в лесу, в английском Корнуолле, двух представителей «маленького народа».
Существует также фотография, сделанная в Икли-Мур (Западный Йоркшир), на которой небольшое размытое пятно часто принимается за «маленького зелёного человечка».
Существует ещё около сотни фотографий, создатели которых уверяли, что не планировали ничего подобного, но во время проявки на пластинке или плёнке оказалось «нечто».

## Аргументы современных поклонников фей из Коттингли
До сих пор остаются люди, уверенные в том, что «девочки и Дойль, несмотря ни на что, будут смеяться последними». Они замечают, что говоря о «подделках», обе имели в виду первые четыре фотографии — на пятой же не было людей, но различалось нечто, похожее на кокон или стручок. Элси отмечала, что на ней действительно удалось снять некое «магнитное сияние», а Френсис до конца настаивала на её подлинности, соглашаясь с тем, что все остальные были подделкой. Даже в последнем своём телевизионном интервью, уже после смерти подруги, в 1986 году, Элси Хилл решительно заявила:
Феи из Коттингли были на самом деле.
Ронни Беннет, бывший борец, затем дровосек в Коттингли, в 1980-х годах, настаивал на том, что своими глазами видел в лесу трёх фей, окружённых магнитным сиянием, которые «смотрели прямо на него».
Также поклонники фей из Коттингли задаются вопросом, как удалось при вырезании из бумаги полностью избежать неровностей и белых полосок по краям. Утверждают также, что детям не удалось бы столь мастерски обмануть всех и вся, при том, что ни малейшего обрывка бумаги найдено не было, хотя Артур Райт добросовестно обыскал дом и берег ручья. Также неясно, почему крылья у фей прозрачны, а так называемые «шпильки для шляп» не просвечивают сквозь тонкую бумагу.
Настораживает также разнобой в стане «разоблачителей». Так, Рэнди, настаивавший вначале, что феи укреплялись в подвешенном положении с помощью ниточек, позднее отказался от своих слов и уже после саморазоблачения обеих участниц продемонстрировал в своём видеоинтервью возможность крепления с помощью булавок и заявил, что подделка становится ясной, если посмотреть на размытое изображение водопада на первой фотографии и совершенно чёткие контуры крыльев у фей «которые должны были трепетать и также получиться размытыми». Дж. Купер со своей стороны, обратив внимание на небольшую точку на животе гнома, объявила её «следом булавки, с помощью которой крепилась фигурка», в то время как по словам Элси и мнению специалистов НАСА, исследовавших фотографии с помощью суперкомпьютера, гном был вылеплен из глины, и потому никаких поддерживавших булавок ему не требовалось. Вспоминают также слова Дойла, сводящиеся к тому, что если нечто в принципе могло быть сделано с помощью фокуса, скептики немедленно заявляют, что оно было сделано с помощью фокуса.
Сама же Дж. Купер, одна из современных разоблачителей фотографий из Коттингли, заметила, что в фотографиях заранее готовы были видеть подделку те, чьи убеждения и здравый смысл сводились к тому, что фей не существует в природе.
Также некоторые поклонники фей из Коттингли задаются вопросом насчет пятой фотографии: «Почему на пятой фотографии, если она была сделана в результате двойной экспозиции, получились именно феи, и почему они выглядят так, как их описывают древние легенды», и надо учесть то, что Элси до конца говорила, что на этой фотографии были настоящие феи.

## В культуре
Кроме Дойла ясновидящий Джеффри Ходсон выпустил свою версию событий, изложенную в книге «Феи за работой и игрой». Эдвард Гарднер также написал работу под именем «Книга о настоящих феях: фотографии из Коттингли и что последовало дальше».
Разоблачительную работу, в которой делается попытка понять, как были сфабрикованы фотографии, под названием «История фей из Коттингли», выпустила Дж. Купер. Также известный разоблачитель шарлатанов Дж. Рэнди изложил свою версию, которую Элси и Френсис подвергли жёсткой критике в работе с откровенным названием «Плутовство и обман».
Феи из Коттингли являются персонажами в американском комиксе «Непробиваемый» (Proof).
История фотографирования фей в Коттингли показана в двух британских фильмах 1997 года «Сказка о феях — правдивая история» (англ. Fairy Tale: A True Story, в главных ролях — Питер О’Тул и Харви Кейтель) и «С феями — шутки плохи» (англ. Photographing Fairies, в ролях — Тоби Стивенс и сэр Бен Кингсли).
В одном из эпизодов британского фантастического сериала «Торчвуд» — одном из дочерних проектов основного сериала «Доктор Кто», под названием «Малые миры» (англ. Small worlds) фигурируют фотографии фей из Коттингли. Сами феи характеризуются там как злобные и коварные существа, занимающиеся похищением детей с целью превращения их в себе подобных существ. Феи из сериала беспощадно расправляются с любым, кто попытается помешать им или обидеть детей. Одна из героинь, бывший полицейский констебль Гвен Купер, определяет, что фея справа (на первой, самой известной фотографии) есть на самом деле девочка, когда-то похищенная и заколдованная «маленьким народом».
В романе Джона Краули «Маленький, большой» фотографированием девочек с феями занимается один из персонажей.
Также о фотографиях и отношении к ним Конан Дойла упоминается в романе Марка Хэддона «Загадочное ночное убийство собаки» (англ. The Curious Incident of the Dog in the Night-Time).